# Sometimes (canción de Pearl Jam)
«Sometimes» es la primera canción del álbum No Code de 1996, publicado por el grupo de rock Pearl Jam en 1996. Está acreditada a Eddie Vedder en la letra y la música. "Sometimes" fue considerada como destacada del álbum "No Code" por la revista Allmusic, junto a las canciones "Smile" y "Who You Are".

## Significado de la letra
"Sometimes" habla acerca de cómo todos somos iguales, no importando si se tiene una posición social alta o baja, o si se es famoso o no. En cierta medida la canción es un esfuerzo de Vedder por tratar de minimizar ese estatus de "estrella de rock".